# Chiesa di San Pietro (Piazza al Serchio)
La pieve di San Pietro è un edificio sacro che si trova a Piazza al Serchio.

## Descrizione
La facciata in pietra, spartita da paraste, reca evidente il segno di una sopraelevazione. Nell'architrave del portale si ricordano lavori effettuati nel Settecento, quando in una nicchia al di sopra di questo fu collocata una statuetta in marmo del santo titolare.
L'interno, a una navata, è assai posteriore, le pareti sono segnate da grandi archeggiature. Un dipinto su tela del XVIII secolo raffigurante i Santi Pietro e Paolo è collocato sopra il coro della stessa epoca.